# Balyktouïoul
Balyktouïoul (en russe : Балыктую́ль, en altaï méridional : Балыктуjул jурт, Balyktouyoul yourt, litt. « bassin à poissons »), est un village de la république de l'Altaï en Russie. Se trouvant dans le raïon d'Oulagan, sa population s'élevait à 1 312 habitants lors du recensement de 2021. Bien que n'ayant été fondé qu'au XVIIIe siècle, la présence humaine sur cette zone est attestée dès l'Antiquité au travers des tumulus Pazyryk.
Situé sur le plateau d'Oulagan, le village vit principalement de l'élevage, et dans une moindre mesure du tourisme grâce aux richesses archéologiques importantes de l'endroit.

## Toponymie
Balyktouïoul vient de deux mots de la langue altaï : Balyktu qui signifie « avoir du poisson », « avec du poisson » ; tandis que yul signifie « cuillère à eau », « cours ». Cela donne ainsi en signification « bassin à poissons », ou encore « rivière poissonneuse ».

## Géographie
Balyktouïoul se trouve dans la république de l'Altaï, une république russe du sud de la Sibérie. Le village fait partie du district fédéral sibérien, et se situe à 583 km au sud-est de Novossibirsk, la capitale du district. Elle se trouve aussi à 3 322 km à l'est de Moscou, ainsi qu'à 196 km au sud-est de Gorno-Altaïsk, la capitale de son sujet.
Balyktouïoul fait partie du raïon d'Oulagan, un des dix raïons de la république, qui se trouve dans le centre-est de la république. Son centre administratif est Oulagan, à une quinzaine de kilomètres au sud. Le village fait partie de la municipalité rurale de Balyktouïoul (ru), dont Balyktouïoul en est son chef-lieu. Cette municipalité comprend un autre village ; Pasparta, au nord-ouest du village.
Concernant la géographie, le village se situe au sein du plateau d'Oulagan, un plateau de l'Altaï délimité à l'est par la rivière Tchoulychman et le plateau de Tchoulychman, au sud par les monts Kouraï, et au sud-ouest par les monts Onkoulak, qui possède un relief cependant bien vallonné voire escarpé. L'Altaï est un vaste système montagneux d'Asie centrale, qui recouvre toute la région.
Plus précisément, le village se situe dans la vallée du Balyktouïoul, petite rivière d'une quinzaine de kilomètres qui traverse le village. À la sortie du village, elle se jette dans le Bolchoï Oulagan (ru) à la sortie du village. Cette dernière rivière se jette à Oulagan dans le Bachkaous, affluent du Tchoulychman et ainsi sous-affluent de la Biia, la Biia étant une des deux rivières donnant naissance à l'Ob avec la Katoun à Biïsk.

## Histoire

### Archéologie
À la sortie du village se trouvent les tumulus Pazyryk, culture scythe de l'âge de fer. Ces tumulus ont été le lieu d'enterrement des princes et autres nobles de cette culture, attestant une présence ancienne sur le territoire.

### Empire russe
Lorsqu'en 1928 les éditeurs de l'annuaire des localités du territoire sibérien arpentent le territoire, ils mettent pour une raison quelconque la date de 1765, alors qu'elle n'a pas de rapport avec la création du village.
À la fin du XIXe siècle, les Telenguits, ou plus exactement l'un de leurs groupes les Tiolos (ru) (ou Télés), vivaient dans la zone. À cette époque, le territoire faisait partie du Second volost de la Tchouïa (ru), subdivision de l'ouïezd de Biïsk où les Altaï conservaient leur mode de vie. Dans les années 1890, jusqu'en 1898 - 1899, avec un règne d'une dizaine d'années, le zaïsan Semion Iouloukov régnait sur ces terres. Il était réputé pour sa cruauté et sa richesse. Au début, il était nomade, avant de se sédentariser avec son clan.
Selon Ioulokov et ses relevés, il y avait environ 800 vaches, 80 troupeaux de chevaux et un grand troupeau de cerfs dans la zone pendant les années 1890. Il était un commerçant important dans la zone avec la Chine, en y envoyant des cornes de maral contre de la soie, des harnais, des tissus, du tabac et autres. Il organisa dans la zone du travail pour les Altaïens.
Selon les rapports des missionnaires, la date de sédentarisation remonte à 1890, avec un rapport disant qu'« un camp a été ouvert à Oulagan, qui se trouve au-delà du lac Teletskoïe sur la rivière Balyktou-Ioul ». Comme la zone se peuplait, les missionnaires envoyèrent un missionnaire spécial afin de convertir, de baptiser et autres. Un évêque du nom de Macarius arriva le 23 juillet 1895 (4 août dans le calendrier grégorien), et le zaïsan se baptisa. Les versions diffèrent sur qui a participé, mais une église dédiée à Pantaléon de Nicomédie fut construite entre 1898 et 1899, et consacrée par l'évêque de Biïsk le 24 juillet 1899 (5 août dans le calendrier grégorien).
Le 14 mai 1905 (27 mai dans le calendrier grégorien), par décret du Saint-Synode, un camp missionnaire fut ouvert dans le village, avec la même année une école missionnaire et un orphelinat. L'on enseignait aux enfants la lecture et l'écriture, l'artisanat, le chant et comment donner les soins médicaux.
Lorsqu'en 1906, le métropolite Macaire II de Moscou passait en revue les missionnaires, et une délégation d'habitants de Balyktouïoul vint à sa rencontre, avec Ioulokov à sa tête. La rencontre se fit d'abord à l'extérieur du village, puis le métropolite vint dans le village et visita l'église. Toute la rencontre se fit en langue altaï, que le métropolite maîtrisait. Après la rencontre, le métropolite décida de créer un nouveau département missionnaire dans la région, situé à Balyktouïoul.
En 1908, une nouvelle église fut construite à la place de l'ancienne, qui fut achevée la même année. Elle avait le soutien de divers ecclésiastiques, dont le métropolite Macaire II de Moscou.

### Période soviétique puis fédération de Russie
Après la révolution russe et l'établissement du pouvoir soviétique, un selsoviet fut constitué en 1924 dans le village, organisé ici en comité paysan de sociétés d'entraide. Deux ans après, le village possédait un centre médical, un magasin, une agence postale, avec 118 habitants répartis dans 43 ménages.
Entre 1929 et 1939, l'église fut fermée et partiellement détruite. Le bâtiment devint en 1957 - 1958 après partielle restauration un club, transformé en 1968 en entrepôt de céréales.
Le 13 novembre 1980, un monument-mémorial fut inauguré dans le village, dédié aux habitants tombés pendant la Seconde Guerre mondiale. Le musée d'histoire locale du travail et de la gloire militaire de la ferme d'État soviétique de l'Altaï, qui s'installa dans l'église du village, participa à la création du monument.
En avril 1993, alors qu'une communauté religieuse fut organisée dans le village, elle demanda la restitution du bâtiment à la ferme d'État, et obtint le bâtiment. Le 7 août, des officies ont à nouveau été célébré, mais en août 2005, un incendie criminel détruisit le bâtiment. Un nouveau bâtiment fut construit, ouvert à l'automne 2006.

## Démographie
Recensements (*) et estimations de la population,,:
| 1926* | 2002* | 2010* | 2011  |
| ----- | ----- | ----- | ----- |
| 118   | 1 409 | 1 346 | 1 348 |

| 2012  | 2013  | 2014  | 2015  |
| ----- | ----- | ----- | ----- |
| 1 357 | 1 359 | 1 397 | 1 374 |

| 2016  | 2021* | - | - |
| ----- | ----- | - | - |
| 1 340 | 1 312 | - | - |

En 2002, sur les 1 409 habitants, il y avait 71 % d'Altaïens, soit 1000 Altaïens.

## Économie, services et transports

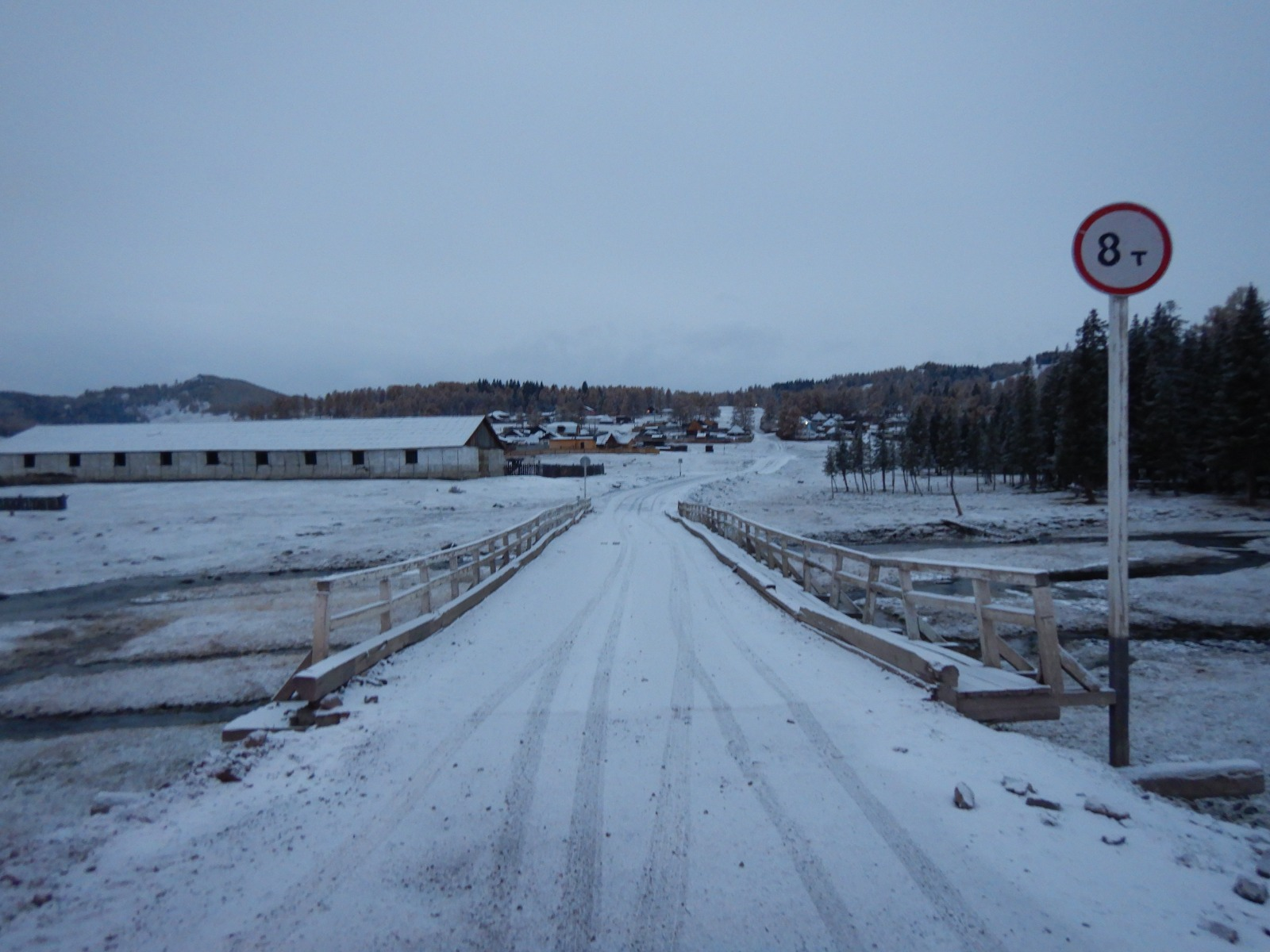
Pont sur la Balyktouïoul (84K-5) en rentrant dans le village.

En termes de transport, le village se situe sur la route d'Oulagan, au km 69. Cette route est dénommée 84K-1 d'Aktach, son point de départ, à Balyktouïoul puis 84K-5 jusqu'au lac Teletskoïe, son terminus. À Aktach, elle se connecte avec la R256, route reliant Novossibirsk à Tachanta en traversant la république. L'aéroport le plus proche est celui de Gorno-Altaïsk, tandis que la gare la plus proche est celle de Biïsk. De plus, la route régionale 84K-6 relie le village de Balyktouïoul à celui de Pasparta.
Le village possède des zones agricoles ainsi qu'une école secondaire. L'élevage de chèvres, de moutons, de bovins et de chevaux sont les activités principales, avec aussi de l'exploitation forestière et une scierie. Il y a une épicerie ainsi qu'une station-service.

## Culture locale et patrimoine

### Tumulus Pazyryk

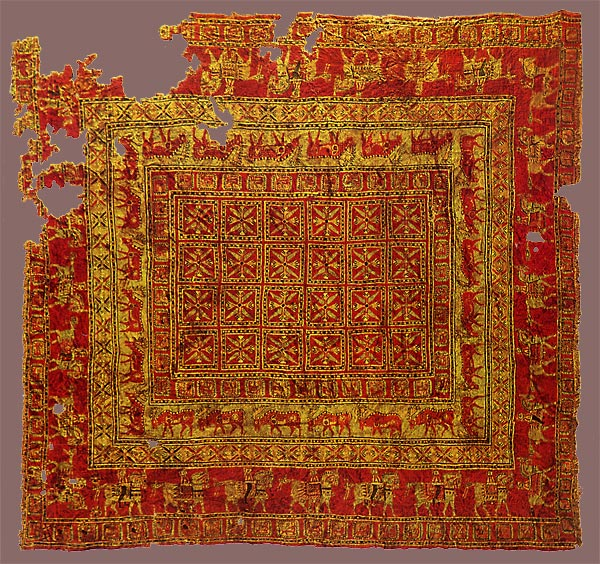
Le tapis de Pazyryk.

La vallée du Bolchoï Oulagan s'appelle la vallée Pazyryk, vallée ayant donné son nom à une culture scythe. À la sortie du village se situe en effet des kourganes, qui furent découverts en 1865 par Vassili Radlov. Ces tombes furent fouillées en 1929 par l'expédition de Sergueï Roudenko, et Roudenko a extrait des chevaux enterrés, des selles de tissu, des tapis de laine, dont un des plus vieux tapis du monde daté du Ve siècle av. J.-C. (appelé tapis de Pazyryk), et d'autres objets splendides qui avaient échappé aux ravages du temps ; dans d'autres kurgans, on a découvert des vestiges très bien préservés, dont un char. Aujourd'hui, ces tumulus peuvent être admirés, tandis que les richesses extraites sont au musée de l'Ermitage, à celui de Gorno-Altaïsk ou pour celles de moindre importante à un musée d'Oulagan,,.

### Religion
L'origine de la première église est incertaine, même si les deux sources s'accordent à dire qu'elle a été construite entre 1898 et 1899. Selon une des deux versions, elle aurait été construite après que de nombreux résidents locaux se soient fait baptiser, avec le financement des paroissiens et de dons d'un marchand du nom de I. A. Chtchetinine. Selon la seconde version, elle fut construite par la volonté des enseignants du village.
Une aide financière importante a été fournie de certitude par le zaïsan (chef de clan dans l'Altaï) Semion Iouloukov. Ce zaïsan avait une maison en bois à deux étages dans le village, avait un élevage, le rendant l'un des plus riches de l'endroit. La construction fut supervisée par un certain Trinikhine, un habitant de la vallée du Tchoulychman. L'église fut consacrée par l'évêque de Biïsk le 24 juillet 1899 (5 août dans le calendrier grégorien). L'église en bois possédait aussi une maison pour le prêtre et d'autres dépendances. Elle fut dédiée à saint Pantéleimon.
Le 14 mai 1905 (27 mai dans le calendrier grégorien), par décret du Saint-Synode, un camp missionnaire fut ouvert dans le village, avec la même année une école missionnaire et un orphelinat. Il était enseigné aux enfants la lecture et l'écriture, l'artisanat, le chant, et comment donner les soins médicaux. À cette époque, le prêtre s'appelait Vladimir Toziïakov. En 1908, une nouvelle église fut construite à la place de l'ancienne, qui fut achevée en 1908. L'un des principaux icônes du temple était celui de saint Pantéleimon, qui fut apporté depuis le mont Athos en Grèce. Selon des anciens du village, l'icône réalisa des miracles, comme a priori lorsqu'un patient inconscient rouvrit les yeux et se leva après avoir été ammené devant l'icône.
Entre 1928 et 1939, pendant les années de persécution de l'église en Union Soviétique, le temple fut fermé, puis partiellement détruit. Il fut ensuite partiellement reconstruit, les dômes étant remplacés par un toit ordinaire. Entre 1957 et 1958, le bâtiment fut transformé en club, et en 1968 en entrepôt de céréales. De 1980 à 1993, la ferme d'État soviétique de l'Altaï possédait un musée d'histoire locale du travail et de la gloire militaire dans le bâtiment.
En avril 1993, une communauté paroissiale fut organisée dans le village, et demanda à la ferme d'État une restitution du bâtiment à la communauté. Le 21 juillet 1993, la communauté fut enregistrée et des travaux de restauration ont été commencés. Le 30 juillet 1993, le premier prêtre depuis 1929 fut nommé, et le 7 août suivant, des officies ont été célébrés pour la première fois depuis 63 ans. Le raïon d'Oulagan et ses habitants participèrent à la restauration au travers de dons. Une peintre ukrainienne peignit les icônes. En avril 1997, le bâtiment fut achevé avec la fin de la pose des ornements. Le 6 août 1997, l'évêque de Barnaoul et de l'Altaï sacralisa le bâtiment.
Mais en août 2005, un incendie criminel toucha le bâtiment, le détruisant. Quelques icônes furent sauvées : celle de la Crucifixion ; de Nicolas de Myre et de Pantaléon de Nicomédie. Les paroissiens dégagèrent les cendres, érigèrent de nouvelles fondations, et la construction commença au printemps 2006. À l'automne de la même année, la nouvelle église ouvrit ses portes. Depuis, une école du dimanche a été ouverte, et des concerts et spectacles lors de fêtes et vacances. Les offices sont tenus à la fois en slavon d'église et en altaï.

## Galerie

Balyktouïoul :
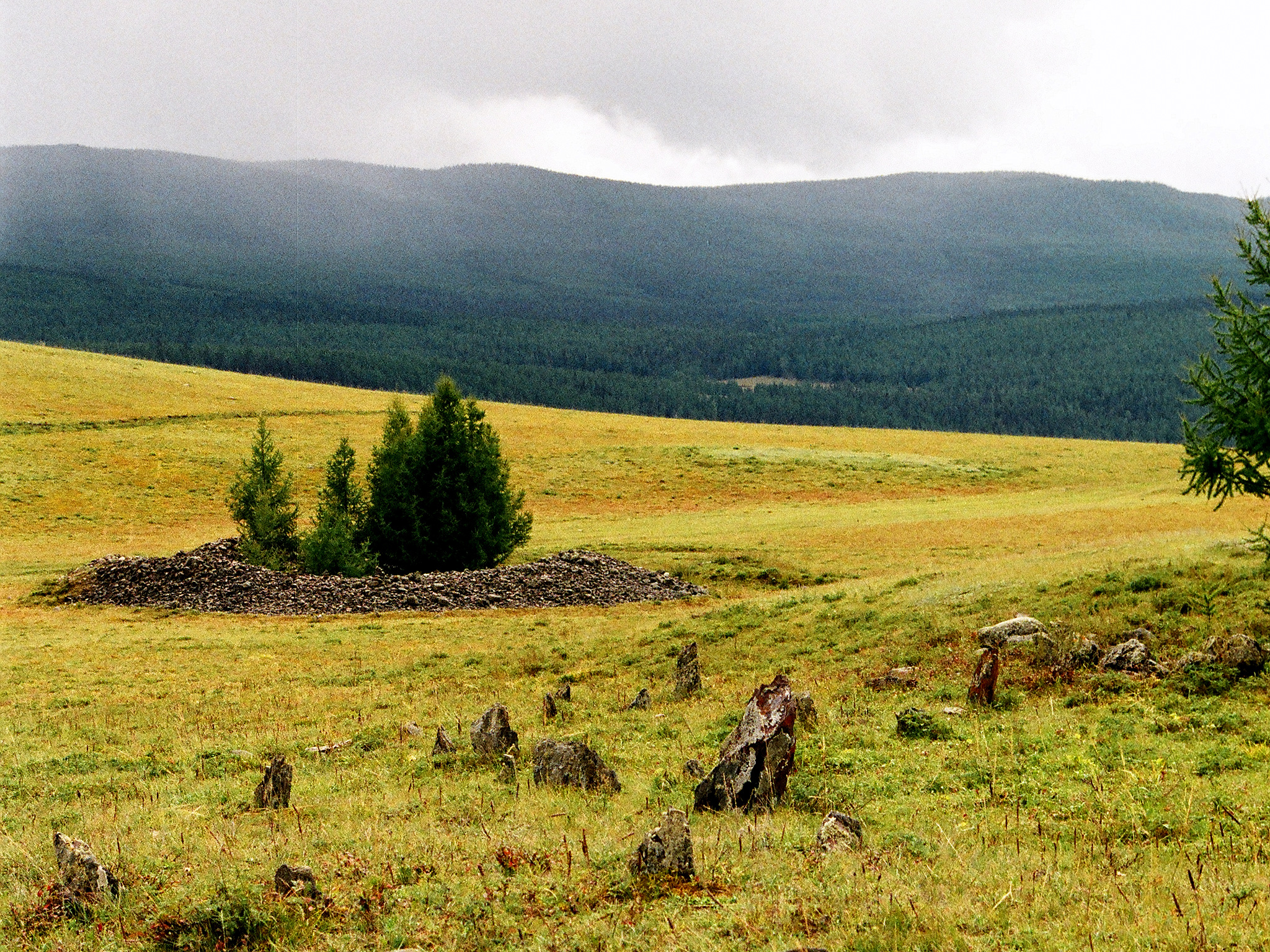
Tumulus Pazyryk.
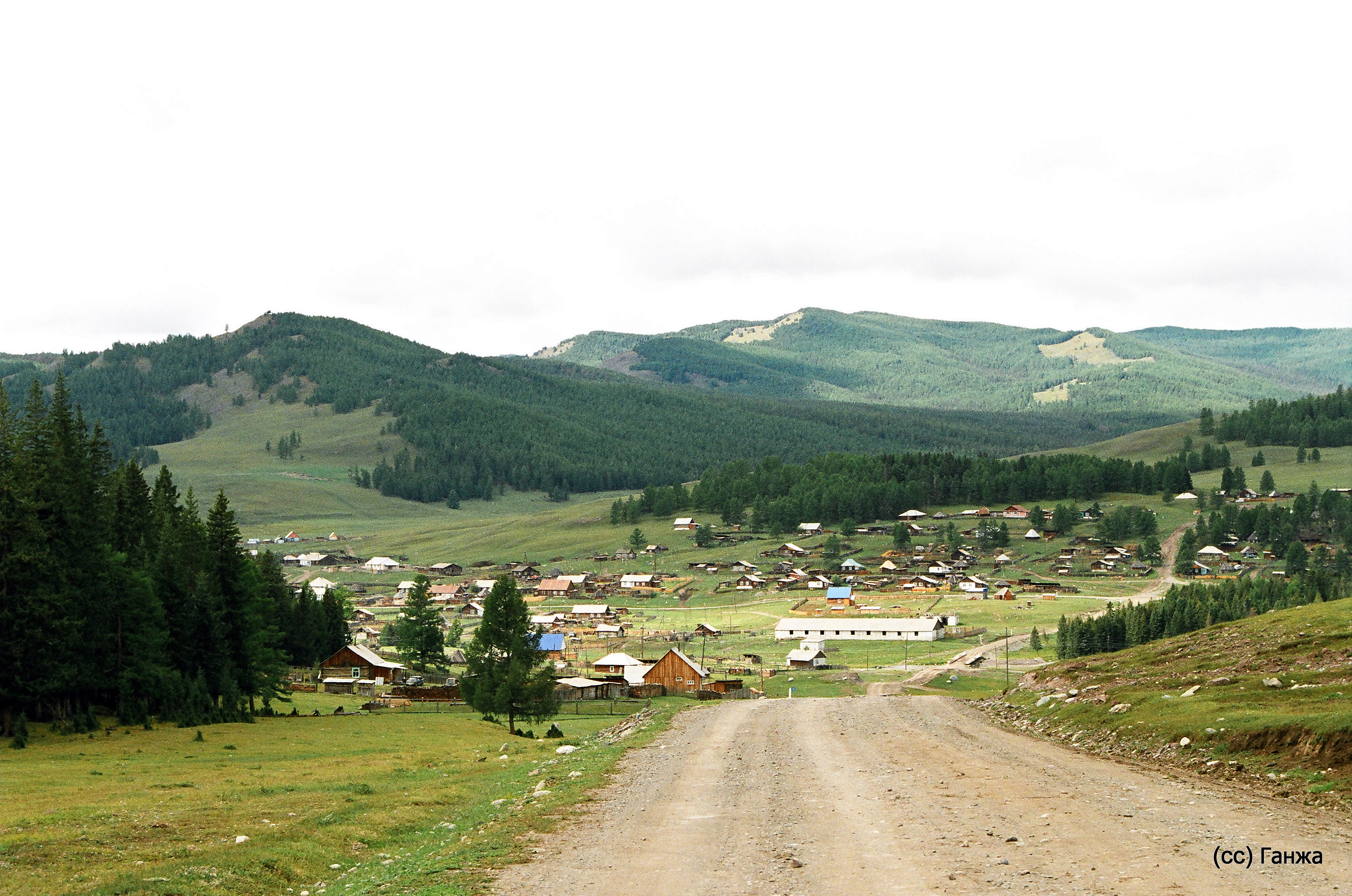
Vue de Balyktouïoul.
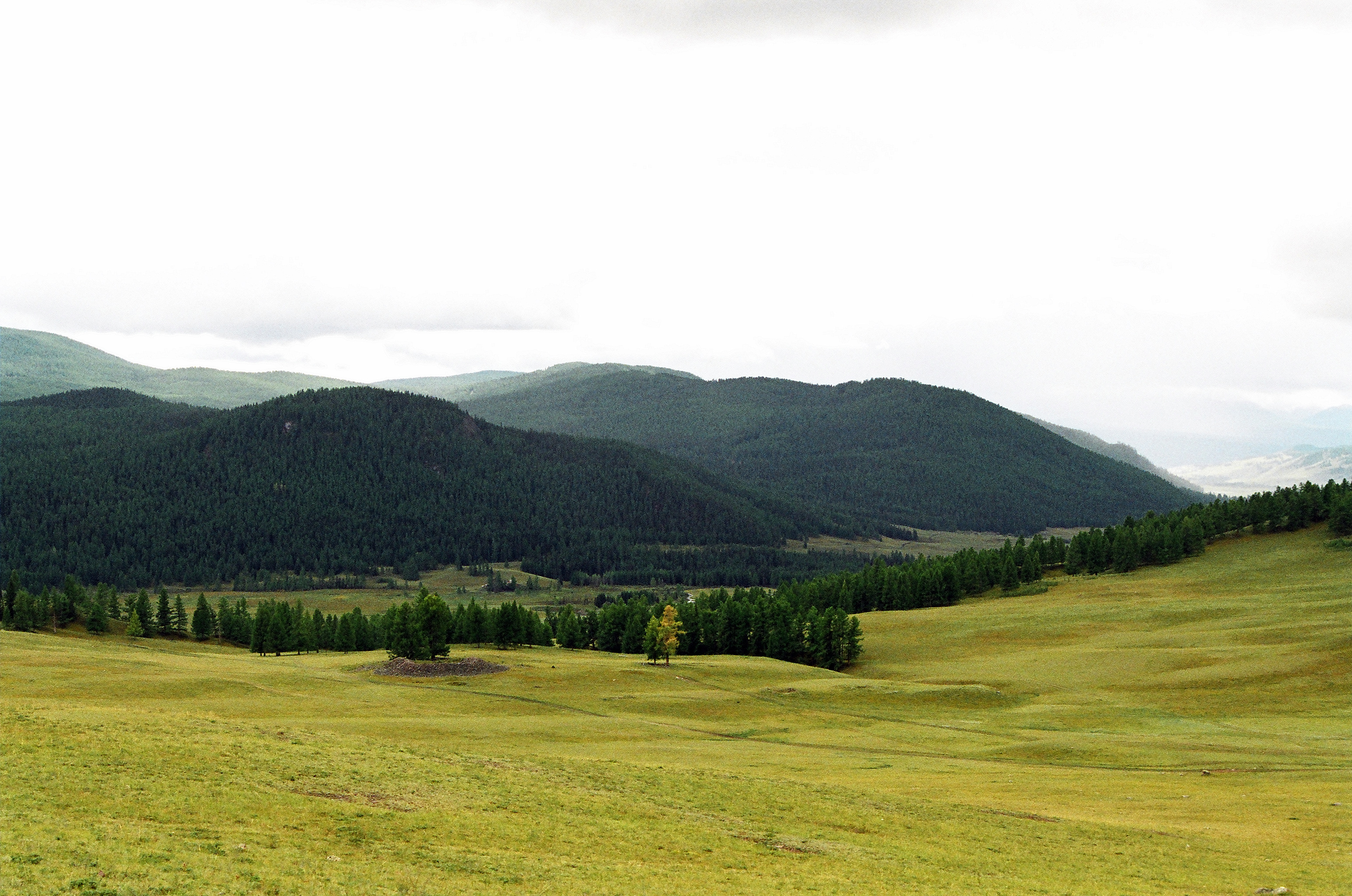
Autre tumulus. Le village se situe derrière le bois.